# Liquid Tension Experiment
Liquid Tension Experiment — американський гурт, сторонній проєкт учасників гурту Dream Theater — Майка Портного та Джона Петруччі. У проєкті також брали участь Тоні Левін, бас-гітарист King Crimson і клавішник гурту Dixie Dregs Джордан Рудесс.
Гурт грає інструментальну музику напрямку прогресивний хеві-метал з впливом джаз-року. Гурт був активним у 1997—1999 роки та відновив свою діяльність 2008 року.

## Дискографія
- Liquid Tension Experiment (1998),
- Liquid Tension Experiment 2 (1999),
- Testing For Tension (Live bootleg) (1999),
- Spontaneous Combustion (2007, під ім'ям Liquid Trio Experiment),
- When The Keyboard Breaks: Live In Chicago (2009, під ім'ям Liquid Trio Experiment 2),
- Liquid Tension Experiment Live 2008 Limited Edition Box Set (2009).
- Liquid Tension Experiment 3 (2021),